# Plinovod Južni tok
Južni tok (ruski Южный Поток, bugarski Южен поток,  mađarski Déli Áramlat, srpski Jужни ток/Južni tok) bio je planirani plinovod za transport ruskog prirodnog plina prema Crnom moru i Bugarskoj te dalje prema Italiji i Austriji.  Projekt je djelomično trebao zamijeniti planirani nastavak Plavog toka iz Turske preko Bugarske, Srbije prema Mađarskoj i Austriji, i smatrao se konkurentskim projektom plinovodu Nabucco. Okončanje izgradnje se isprva očekivalo do 2015. godine a kasnije do 2018. Plinovod je trebao biti dugačak oko 2380 kilometara.
Prvog prosinca 2014. godine projekt je prekinut. Rusija je tada najavila plan izgradnje alternativnog plinovoda koji bi išao preko Turske i Grčke.

## Južni tok kroz Hrvatsku
Duljina plinovoda, a time i troškovi njegove izgradnje smanjili bi se ako bi isti prolazio kroz Hrvatsku umjesto 'obilaznicom' preko Mađarske do Austrije. To je bila i prvotna namjera ruskih investitora, koja je odbačena nakon što su bivše hrvatske vlade, zbog ulaska u NATO, odbile sudjelovati u naftovodu Družba Adria te oklijevale s ulaskom u plinovod Južni tok. Tijekom 2012. godine pojavili su se problemi kad je riječ o realizaciji projekta kroz Mađarsku i Austriju. Iako su obje zemlje potpisale ugovore s Gazpromom, ta trasa postala je djelomično upitna, zbog čega je ponovno otvoreno pitanje prolaska plinovoda kroz Hrvatsku, čime bi se ujedno smanjili troškovi njegove izgradnje. Prema postojećem usuglašenom tehničkom planu između Plinacroa i Gazproma, kroz Hrvatsku bi se gradio potpuno novi plinovod u dužini od 270 kilometara, a vrijednost investicije bila bi 600 milijuna eura. Do početka gradnje trebala bi se riješiti potrebna dokumentacija, što bi uključivalo i osnivanje tvrtke Južni tok - Hrvatska, koja bi bila investitor i upravljač. Prema istom planu, vlasnički odnos u omjeru 50:50 dijelili bi Plinacro i Gazprom, a Gazprom bi bio taj koji bi zakupio kapacitete plinovoda. Od transporta plina hrvatska državna tvrtka Plinacro zarađivala bi 24 milijuna eura godišnje.